# Sebaea microphylla
Sebaea microphylla là một loài thực vật có hoa trong họ Long đởm. Loài này được (Edgew.) Knobl. miêu tả khoa học đầu tiên năm 1894.